# 国際連合アフガニスタン・パキスタン仲介ミッション
国際連合アフガニスタン・パキスタン仲介ミッション（こくさいれんごうアフガニスタン・パキスタンちゅうかいミッション United Nations Good Offices Mission in Afghanistan and Pakistan,UNGOMAP）は国際連合平和維持活動(PKO)の一つ。和平協定に基づくアフガニスタン駐留ソ連軍の撤退の検証や難民の帰還支援などを任務とする。

## 概要
1979年のアフガニスタン侵攻以降、アフガニスタンにはソ連軍が駐留していた。冷戦の緩和などもあり、ソ連軍の撤退が検討されるようになった。1988年2月よりジュネーヴで国際会議が行われ、4月14日に関係4ヶ国（ソ連、アフガニスタン、パキスタン、アメリカ合衆国）の間で、ソ連軍の撤退およびアフガン難民の帰還に関する協定が調印された。これは、1989年2月15日までにソ連軍が全面撤退すること、アフガン難民の自由・自発的帰還を認めること、アフガニスタン・パキスタン両国が相互に干渉を行なわないことが骨子となっている。
国際連合事務総長は、この合意を受けて、検証のための国際連合平和維持活動の設立に向け、関係機関に働きかけを行った。事務総長は国際連合休戦監視機構および国際連合レバノン暫定駐留軍から50名の軍事要員を一時的に引き抜き、監視・検証のため、4月25日より現地に展開させた。この動きは、1988年10月31日に国際連合安全保障理事会決議622号によっても認められ、国際連合アフガニスタン・パキスタン仲介ミッション(UNGOMAP)が設立されることとなった。
駐留ソ連軍は約5万名の規模であったが、UNGOMAPは撤退後の駐屯地後などを視察し、撤退を検証していった。難民帰還に際しては、国際連合難民高等弁務官事務所(UNHCR)との協力の下、作業している。
駐留ソ連軍は1989年2月15日に完全撤退し、その検証も順調に実施された。しかし、難民の帰還はうまくいかず、UNGOMAPの活動期間は延長されることとなった。この後もアフガニスタンでの騒乱状態は続き、難民帰還はうまくいかなかったことから、安全保障理事会などにおいて更なる活動期間延長について関係国の賛同が得られず、1990年3月には活動停止となった。